# Kungs
Валентин Брюнель (англ. Valentin Brunel; род. 17 декабря 1996 года), более известный под сценическим псевдонимом Kungs ― французский диджей, музыкальный продюсер и музыкант.

## Карьера
Валентин выбрал сценическое имя Kungs (Мистер по-латышски) после поиска в Интернете перевода слова "джентльмен" на разных языках. Он начал заниматься музыкой в возрасте пяти лет. Он играл на джембе, который ему подарили родители. Отец Брюнеля приучил его слушать рок-н-ролл, в том числе The Who и The Kooks. В семнадцать лет он начал писать и публиковать в Интернете свои собственные композиции. Его ремиксы песни «Jamming» Боба Марли и the Wailers и «West Coast» Ланы Дель Рей с вокалом Молли достигли нескольких миллионов просмотров на SoundCloud и YouTube. Его ремикс на песню Lost Frequencies «Are You with Me» набрал более 16 миллионов просмотров на YouTube. В январе 2016 года он выступил на разогреве в туре Дэвида Гетты Listen.
Kungs выпустил свой первый мини-альбом This Girl в 2016 году после своего ремикса Cookin' on 3 Burners «This Girl», который занял 1-е место во Франции, Германии и Швейцарии и 2-е место в UK Singles Chart в 2016 году. С тех пор он выпустил сингл «Don't You Know» с участием Джейми Н. Коммонса и «I Feel So Bad» с участием Ephemerals. Три сингла Kungs 2016 года были выпущены на его дебютном альбоме Layers, который вышел 4 ноября.
23 марта 2018 года Kungs отыграл концертный сет на фестивале ультра музыки в Майами. Он исполнил свой индивидуальный сет на главной сцене 2018 года.
22 июля 2018 года он выступил на фестивале электронной танцевальной музыки Tomorrowland в Бельгии.

## Дискография

### Альбом
| Название | Детали                                                                               | Позиции | Позиции | Позиции | Позиции | Позиции  | Позиции |
| Название | Детали                                                                               | FRA     | AUT     | CAN     | GER     | UK Dance | US      |
| -------- | ------------------------------------------------------------------------------------ | ------- | ------- | ------- | ------- | -------- | ------- |
| Layers   | - Released: 4 November 2016 - Label: House of Barclay - Format: CD, digital download | 8       | 74      | 33      | 56      | 4        | 196     |

### Синглы
| "This Girl" (Kungs vs. Cookin' on 3 Burners)                                   | 2016 | 1  | 17 | 2 | 1  | 9 | 1  | 6  | 8 | 6  | 2   | - SNEP: Diamond - ARIA: Platinum - BEA: 2× Platinum - BPI: 2× Platinum - BVMI: 2× Platinum - FIMI: 4× Platinum - GLF: 3× Platinum - IFPI AUT: Gold - IFPI DEN: Platinum | Layers            |
| "Don't You Know" (featuring Jamie N Commons)                                   | 2016 | 5  | —  | 8 | 15 | — | 16 | —  | — | 17 | 172 | - SNEP: Platinum - BVMI: Gold | Layers            |
| "I Feel So Bad" (featuring Ephemerals)                                         | 2016 | 3  | —  | — | 18 | — | 88 | —  | — | 52 | —   | - SNEP: Diamond | Layers            |
| "You Remain" (featuring Ritual)                                                | 2016 | 45 | —  | — | —  | — | —  | —  | — | —  | —   | | Layers            |
| "More Mess" (featuring Olly Murs and Coely)                                    | 2017 | 20 | —  | — | —  | — | —  | —  | — | —  | —   | | TBA               |
| "Be Right Here" (with Stargate featuring Goldn)                                | 2018 | 15 | —  | — | —  | — | —  | —  | — | —  | —   | | TBA               |
| "Disco Night" (with Throttle)                                                  | 2018 | —  | —  | — | —  | — | —  | —  | — | —  | —   | | TBA               |
| "Paris"                                                                        | 2019 | —  | —  | — | —  | — | —  | —  | — | —  | —   | | TBA               |
| "Dopamine" (featuring J.Hart)                                                  | 2020 | —  | —  | — | —  | — | —  | —  | — | —  | —   | | Non-album singles |
| "Never Going Home"                                                             | 2021 | 5  | —  | — | 1  | — | 71 | 13 | — | 16 | —   | - FIMI: Platinum | Non-album singles |
| "—" denotes a single that did not chart or was not released in that territory. |      |    |    |   |    |   |    |    |   |    |     | |                   |

### Промо-синглы
| Название                                            | Год  | Альбом            |
| --------------------------------------------------- | ---- | ----------------- |
| "To Describe You" (Mozambo & Kungs featuring Molly) | 2015 | Non-album singles |
| "We'll Meet Again"                                  | 2015 | Non-album singles |

### Другие синглы
| Название                            | Год  | Позиции | Альбом |
| Название                            | Год  | FRA     | Альбом |
| ----------------------------------- | ---- | ------- | ------ |
| "Melody" (featuring Luke Pritchard) | 2016 | 144     | Layers |